# Kachpik
Kachpik es el nombre de un tipo de espíritu maligno presente en la mitología yagán, que según la tradición serían seres mitológicos que viven ocultos en los misteriosos recovecos en la profundidad de los bosques, y llevan una muy mala vida. 
Igualmente se dice que el nombre también era usado para describir a una persona con características llamativas, extraña o curiosa en su carácter, mientras otros indican que también hacia referencia a una persona perversa.